# 護國岩題刻
護國岩題刻位於四川省納溪縣花果鄉，文物遺址年代判定為1917年。1991年4月16日公佈為四川省第三批文物保護單位。